# レイン (ビートルズの曲)
「レイン」（Rain）は、ビートルズの楽曲である。1966年5月に発売されたシングル盤『ペイパーバック・ライター』のB面曲で、「ペイパーバック・ライター」と同様にアルバム『リボルバー』のセッション中にレコーディングされたが、いずれも同作には未収録となった。レノン＝マッカートニー名義となっているが、主にジョン・レノンによって書かれた楽曲で、レノンは「常に天気に一喜一憂している人々について歌ったもの」と語っている。
本作はレコード化された楽曲としては初めてリズムトラック、ベース、バッキング・ボーカルをテープ速度を操作して録音した楽曲である。ポール・マッカートニーは歌うようなベースラインを弾き、ジョージ・ハリスンはギターでインド風のフレーズを演奏している。なおリンゴ・スターは、本作のドラミングをベストプレイとしている。ミュージック・ビデオは3種類制作された。

## 背景・曲の構成
1964年6月11日、ビートルズはニール・アスピノールと共に、オーストラリアのシドニーに訪れたが、当日は雨が降っていた。レノンは「こんなにひどい雨はタヒチで見て以来だ」と語り、本作について「歌詞は常に天気に一喜一憂している人々について歌ったもの」と説明している。なお、歌詞に出てくる「Rain」と「Sun」が、LSDのトリップ時に体験する現象の1つであることから、薬物に対する言及という解釈もなされている。
「レイン」はシンプルな構成となっており、キーはGメジャーに設定されている。ギターのイントロの後にスネアドラムが入り、ヴァースへと続く。ヴァースは9小節長で、4分の4拍子となっている。最初の2小節はGコードで、3小節目と4小節目でCコードに移行したのち、5小節目と6小節目でGコードに戻る。4番のヴァースとリフレインの後にドラムソロとギターソロが入り、1拍ブレイクする。これに続いて逆回転させたレノンのボーカルが入る。音楽学者のウォルター・エヴェレットは、本作のエンディングについて「ビートルズが『フェードインフェードアウトを使用したコーダ』の先駆者であることを示す例」と述べている。
音楽評論家のアラン・コジンは、マッカートニーのベースについて「指板をくまなく使った独創的な対位法」「レノンとマッカートニーがほのかに中近東を思わせるメロディーを4分の1拍子で奏でている間、マッカートニーはまずHigh-Gを打ち鳴らし、20ビートを安定させたまま弾くことで、曲のドローンを表現している」と評している。

## レコーディング
「レイン」のレコーディングは、EMIレコーディング・スタジオで1966年4月14日から16日にかけて行われた。ビートルズは、後に発売されたアルバム『リボルバー』で見られるようなADTの導入やテープ・エフェクトの使用など、レコーディングで実験を行うことに夢中になっていた。バッキング・トラックはテープの回転速度を通常よりも速めB♭で録音され、レノンのボーカルは逆に遅くして録音された。これにより、通常再生するとレノンの声が高く聴こえるようになった。
最後のヴァースでは、レノンのボーカルの一節が逆回転になっており、逆に再生された音源がレコード化された最初の例となった。1980年の『プレイボーイ』誌のインタビューで、レノンは「スタジオから家に帰ってきて、あの時はちょっとマリファナで酔っていたのかな。とにかくいつものようにその日にレコーディングしたテープをプレイバックしようとしていたんだけど、たまたまテープを逆にセットしちゃってて…。翌日スタジオに着いてから「これ使えるかもしれないから聴いてみて」って言って逆再生させたんだ。フェードアウト部分はギターも歌も逆再生になってる。（歌い出す）"Sharethsmnowthsmeanss!"…って感じでね。これはマリファナの神が与えたもうたものだ」と語っているが、ジョージ・マーティンは「私はいつもテープを扱っていて、ジョンの声で何か特別なことができないものかと考えていた。そこで、私はジョンのリード・ボーカルの一部を4トラックから抜き出して、別のスプーリングに入れて逆回転させてから、うまく合うように調整した。その時外出していたジョンが戻ってきて、たいそう驚いていた」と語っている。
本作での使用楽器は、1965年製のグレッチ・ナッシュビル（レノン）、1964年製のリッケンバッカー・4001（ポール・マッカートニー）、ギブソン・SG（ジョージ・ハリスン）、ラディック・ムッサーのドラムセット（リンゴ・スター）。

## リリース・評価
「レイン」は、アメリカで1966年5月30日にキャピトル・レコードより発売されたシングル盤『ペイパーバック・ライター』のB面に収録され、イギリスでは6月10日に発売された。その後コンピレーション・アルバム『パスト・マスターズ Vol.2』に収録され、アメリカでは1970年に発売されたキャピトル編集盤『ヘイ・ジュード』や『レアリティーズ Vol.2』にも収録された。
B面曲ながら、アメリカでは1966年7月9日付のBillboard Hot 100で最高位23位を記録し、『ローリング・ストーン』誌が発表した「オールタイム・グレイテスト・ソング500」では463位にランクインした。アメリカのラジオ局WAXQのランキング「THE TOP 1,043 CLASSIC ROCK SONGS OF ALL TIME: DIRTY DOZENTH EDITION」では382位にランクインした。
スターは、本作におけるドラミングをベストプレイとして挙げており、1984年にスターは「これまでバンドが作ったどのレコードよりもすごい。『レイン』には驚かされる。左チャンネルから僕の演奏が聴こえるんだけど、そこに僕の『レイン』があるんだ」と語っている。
本作におけるスターのドラミングについては、音楽評論家のイアン・マクドナルドや『ローリング・ストーン』誌も称賛しているほか、『オールミュージック』のリッチー・アンタ―バーガーは「創造的なドラムブレイク」と評している。
音楽評論家のジム・デロガティスは、本作について「ビートルズ初の素晴らしいサイケデリック・ロック・ソング」と評している。

## プロモーション・フィルム
「レイン」のプロモーション・フィルムは3種類制作された。これらのフィルムは、初期のミュージック・ビデオの先駆けとされており、ジョージ・ハリスンは映像作品『ザ・ビートルズ・アンソロジー』で「ある意味じゃMTVは僕らの発明かもしれないね」と冗談めかして語っている。
3種類のプロモーション・フィルムは、いずれもマイケル・リンゼイ＝ホッグが監督を務めたもので、1つは1966年5月20日に撮影したチジック・ハウスの庭園や温室でメンバーが演奏しているもので、残りの2つは1966年5月19日に撮影したサウンド・ステージでメンバーが演奏している様子で構成されている。撮影の半年前にマッカートニーは、バイク事故で前歯を折っていたため、歯を見せないように意識して歌っている。
制作されたプロモーション・ビデオのうち2種類が、映像作品『ザ・ビートルズ・アンソロジー』や『ザ・ビートルズ 1+』に収録された。

## クレジット
※出典
- ジョン・レノン - リード・ボーカル、バッキング・ボーカル、リズムギター
- ポール・マッカートニー - バッキング・ボーカル、ベース
- ジョージ・ハリスン - バッキング・ボーカル、リードギター
- リンゴ・スター - ドラム、タンバリン

## チャート成績
| チャート (1966年)               | 最高位 |
| ------------------------------- | ------ |
| ベルギー (Ultratop 50 Wallonia) | 12     |
| US Billboard Hot 100            | 23     |

## 主なカバー・バージョン
- ペトゥラ・クラーク - 1966年に発売されたアルバム『I Couldn't Live Without Your Love』に収録。
- ホセ・フェリシアーノ - 1969年にシングル盤として発売し、B面には同じくビートルズのカバー曲「シーズ・ア・ウーマン」が収録された[34]。
- ハンブル・パイ - 1975年に発売されたアルバム『ストリート・ラッツ』に収録。
- トッド・ラングレン - 1976年に発売されたアルバム『誓いの明日』に収録[35]。
- ポリロック（英語版） - 1981年に発売されたアルバム『Changing Hearts』に収録[36]。
- ザ・ガンツ（英語版） - 1988年に発売されたアルバム『I Wonder』に収録[37]。
- グレッグ・オールマン - オールマン・ブラザーズ・バンドが1989年に発売されたボックスセット『Dreams』に収録[38]。
- 少年ナイフ - 1991年に発売されたアルバム『712』に収録[39]。
- ザ・ジャム - 2010年に発売されたアルバム『サウンド・アフェクツ (デラックス・エディション)』に収録。